# Nazionalismo ucraino

Bandiera dell'Ucraina

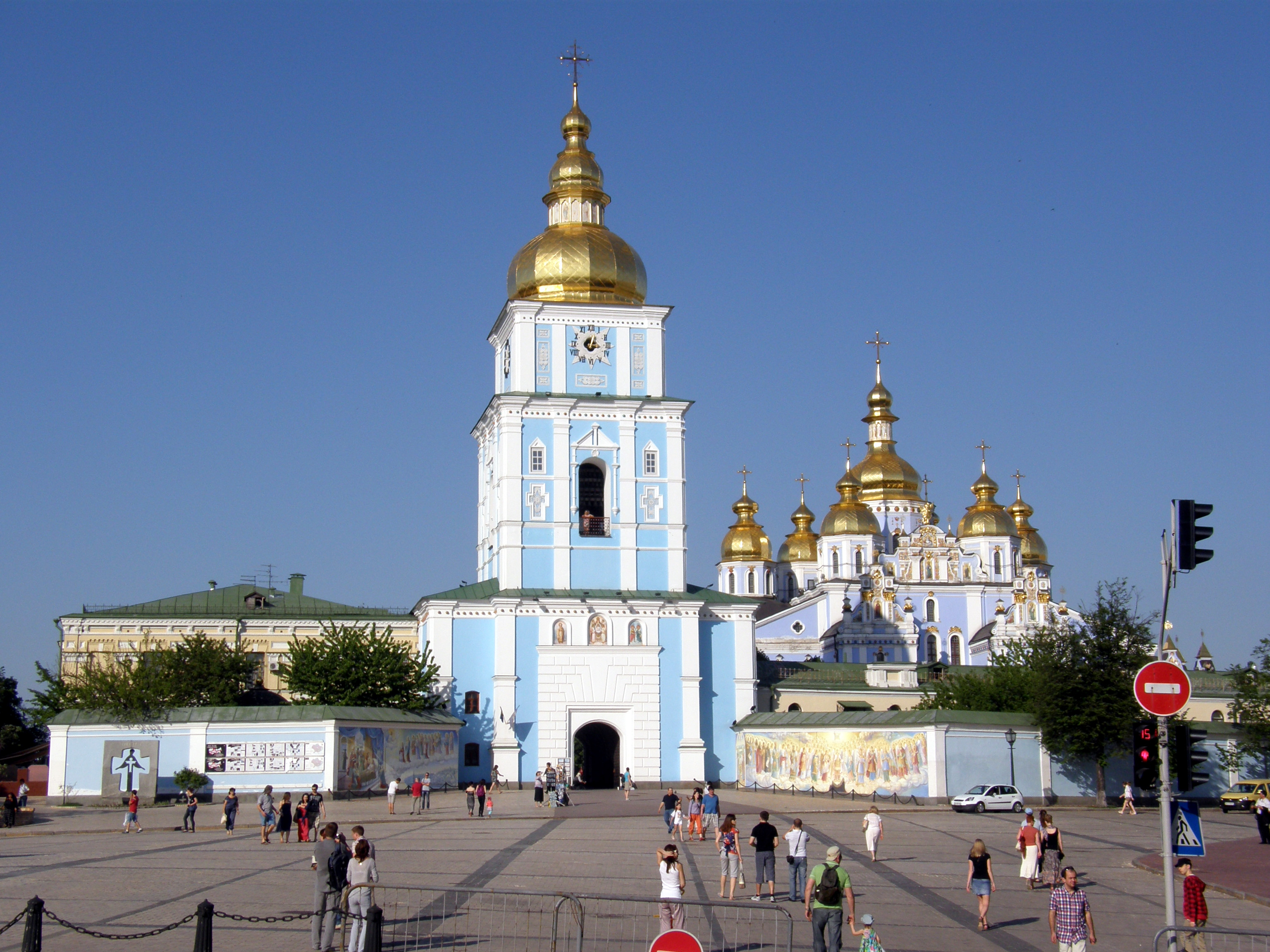
Il Monastero Dorato di San Michele a Kiev

Il nazionalismo ucraino è l'ideologia che promuove l'unità degli ucraini nel proprio stato nazionale. Sebbene l'attuale Ucraina sia sorta alla fine del XX secolo, alcuni storici come Mychajlo Hruševs'kyj, Orest Subtel'nyj e Paul Robert Magocsi hanno menzionato lo stato medievale della Rus' di Kiev come uno dei primi precedenti di uno stato specificamente ucraino. Le origini del moderno nazionalismo ucraino sono riconducibili anche alla rivolta cosacca del XVII secolo contro la Confederazione polacco-lituana guidata da Bohdan Chmel'nyc'kyj.

## Antefatti
I cosacchi svolsero un ruolo cruciale nel risvegliare il senso di identità ucraino all'interno della regione della steppa. Il capo dei cosacchi di Zaporižžja Bohdan Chmel'nyc'kyj guidò l'omonima rivolta contro il dominio polacco a metà del XVII secolo, riuscendo a legittimare una forma di democrazia praticata dai cosacchi sin dal XV secolo. Egli infatti parlò della liberazione dell'"intero popolo ruteno" e ricerche successive hanno confermato che il concetto di nazione rutena come comunità religiosa e culturale esisteva prima della sua rivoluzione. Secoli dopo, il vate nazionale Taras Hryhorovyč Ševčenko condannò ripetutamente Chmel'nyc'kyj per aver consegnato il popolo ucraino al governo dei Romanov, ritenuti molto più tirannici di quanto non fosse stata la Confederazione polacco-lituana. Ciò nonostante, il ruolo di Chmel'nyc'kyj è ancora visto in auge positiva da molti ucraini moderni.
Un'altra figura di spicco del nazionalismo cosacco, l'etmano Ivan Mazeppa (1639-1709), finanziò il ripristino della cultura e della storia ucraina all'inizio del XVIII secolo, quali la ricostruzione della cattedrale di Santa Sofia a Kiev e l'elevazione allo status di accademia dell'Università nazionale accademia Mogila nel 1694.

## Riferimenti nella letteratura
Il poeta Taras Ševčenko sostenne il concetto un'Ucraina indipendente e sovrana per mezzo delle sue poesie volte a ispirare la rinascita culturale del popolo ucraino e a rovesciare le ingiustizie sociali. Egli viene considerato un eroe nazionale e un simbolo della rinascita culturale del Paese. Tra gli altri poeti di lingua ucraina vi fu Volodymyr Sosjura, il quale nella sua poesia Ljubit' Ukraïnu ("Amare l'Ucraina", 1944) afferma che non si possono rispettare le altre nazioni senza rispetto per le proprie.

## XX secolo

### Prima guerra mondiale

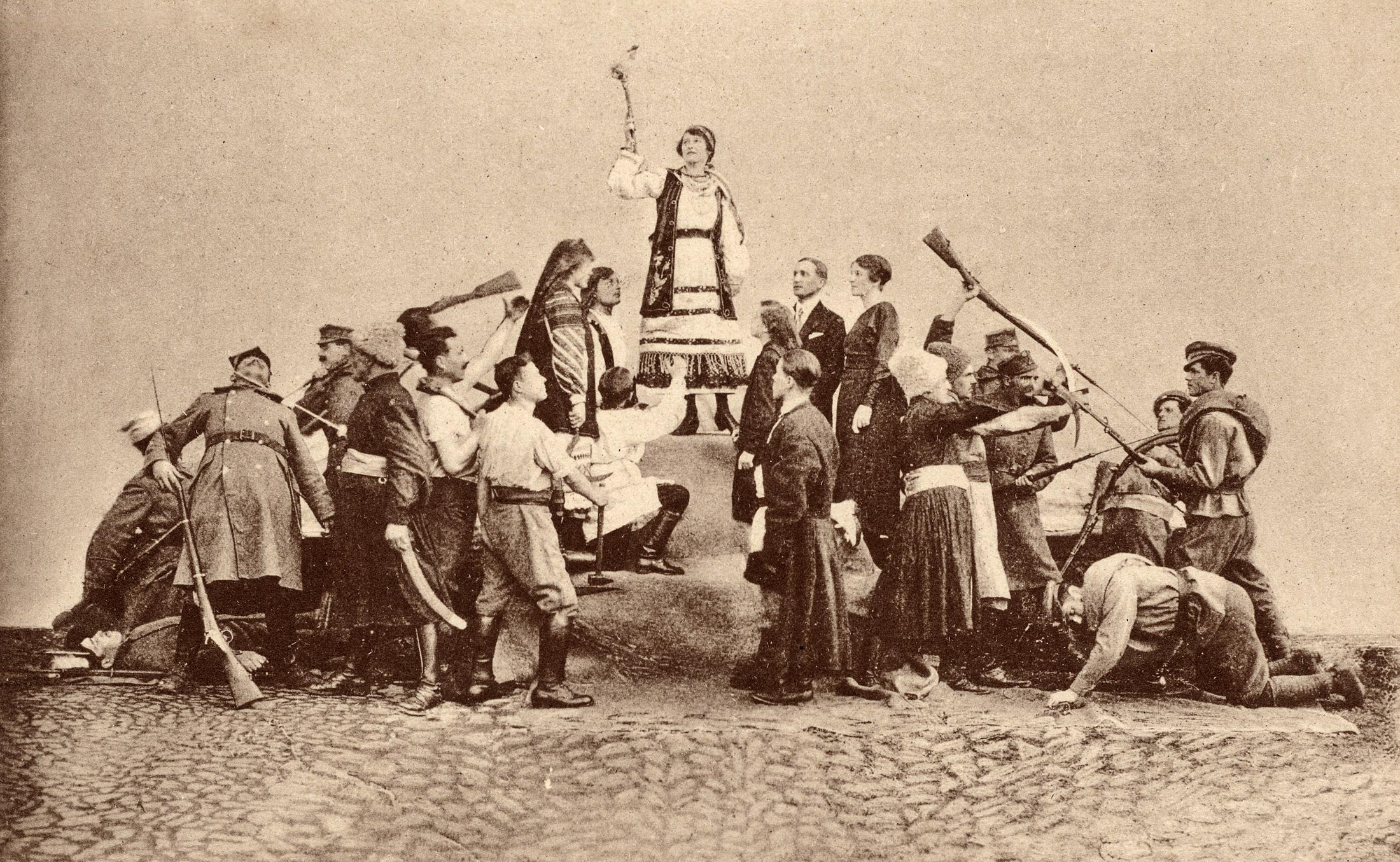
Cartolina pubblicata dalla Brigata ucraina, "Gli ucraini uniti si difendono dalle forze polacche e russe ", 1920

Con il crollo dell'Impero russo, su iniziativa dell'Associazione dei progressisti ucraini (TUP) fu fondata a Kiev un'entità politica di nome Central'na Rada ("Consiglio centrale") e guidata dallo storico Mychajlo Hruševskyj. Il 22 gennaio 1918 la Central'na Rada dichiarò l'Ucraina un paese indipendente, pur tuttavia non sopravvivendo a lungo a causa delle pressioni non solo dei Bianchi guidati da Anton Ivanovič Denikin, ma anche dell'intervento dell'Armata Rossa, della Germania e dell'Entente cordiale e di anarchici locali come Nestor Machno e l'Armata Verde di Otaman Zelenyj.

### Periodo interbellico nell'Ucraina sovietica
Quando i bolscevichi si insediarono nel Paese, il primo governo sovietico incoraggiò i movimenti nazionali dell'ex Impero russo. Fino all'inizio degli anni '30 la cultura ucraina godette di un diffuso risveglio grazie alle politiche bolsceviche note come korenizacija ("indigenizzazione"). Venne attuato un impressionante programma di ucrainizzazione in tutta la repubblica, portando le idee nazionaliste persino nei territori con popolazione tradizionalmente mista sia a est che a sud.
Allo stesso tempo, nonostante la campagna antireligiosa portata avanti dai sovietici, fu creata la Chiesa ortodossa autocefala ucraina, che fu inizialmente vista dal governo bolscevico come uno strumento per sopprimere la Chiesa ortodossa russa, sempre vista con grande sospetto dall'esecutivo per essere la pietra angolare del defunto impero russo e per la forte opposizione inizialmente sostenuta nei confronti del cambio di regime. Pertanto il governo tollerò per qualche tempo la nuova chiesa nazionale, la quale ottenne un ampio seguito tra i contadini ucraini.
Questi eventi sollevarono notevolmente la coscienza nazionale degli ucraini e portarono allo sviluppo di una nuova generazione di élite culturale e politica ucraina. Ciò a sua volta sollevò le preoccupazioni di Iosif Stalin, che vedeva un pericolo nella lealtà degli ucraini nei confronti della loro nazione in competizione con la loro lealtà allo stato sovietico, e all'inizio degli anni '30 il "nazionalismo borghese ucraino" fu dichiarato il problema principale dell'area. Le politiche di ucrainizzazione furono interrotte bruscamente, la maggior parte dell'élite culturale e politica ucraina fu arrestata e giustiziata e la nazione fu decimata dalla carestia dell'Holodomor.

### Periodo interbellico a Ovest
Dopo la prima guerra mondiale, l'attuale Ucraina fu divisa tra la neonata Seconda Repubblica di Polonia e l'Unione Sovietica. Entrambi i governi continuarono a considerare il nazionalismo ucraino una minaccia. Nel marzo 1926 il presidente del Consiglio dei Commissari del popolo dell'Ucraina sovietica Vlas Čubar' tenne un discorso a Charkiv e poi ripetuto a Mosca in cui avvertì del pericolo che l'ex presidente della Repubblica Popolare Ucraina Symon Petljura rappresentava per il governo sovietico. Ne conseguì l'ordine di assassinare Petljura in suolo francese.
La notizia dell'assassinio di Petljura innescò massicce rivolte nell'Ucraina sovietica, che furono brutalmente represse. I kobzar Pavlo Haščenko e Ivan Kučuhura-Kučerenko composero una duma (poema epico) in memoria di Symon Petljura, che divenne popolare tra i kobzar della riva sinistra dell'Ucraina e fu cantata anche da Stepan Pasjuha e Petro Drevčenko.
Negli anni '20 le autorità polacche chiusero le scuole ucraine, non mantenendo la promessa di concessione dell'autonomia nazionale. Tadeusz Hołówko, un sostenitore delle concessioni alla minoranza ucraina, fu assassinato dall'Organizzazione dei Nazionalisti Ucraini (OUN) per impedire il riavvicinamento tra i polacchi e gli ucraini. La sua morte, ampiamente discussa dalla stampa polacca, dalla stampa internazionale e persino in una sessione della Società delle Nazioni, era parte di azioni di violenza e di sabotaggio da parte dell'OUN da un lato e della brutale repressione degli ucraini da parte della Seconda Repubblica di Polonia dall'altro. Dopo di lui, anche Emilian Czechowski, un alto commissario di polizia polacco che indagava sul suo omicidio, divenne una vittima dell'OUN. All'inizio degli anni '30, i membri dell'OUN eseguirono oltre 60 omicidi riusciti o tentati, molti dei quali diretti contro ucraini che non erano d'accordo con le loro politiche, tra cui il pedagogista Ivan Babij.
Nel 1933 l'OUN si vendicò contro lo Stato sovietico per l'Holodomor assassinando Aleksej Majlov, un funzionario consolare sovietico di stanza a Leopoli, governata dalla Polonia. Il 15 giugno 1934 il ministro dell'interno polacco Bronisław Pieracki fu assassinato dalla fazione dell'OUN guidata da Stepan Bandera. Il governo polacco della Sanacja reagì istituendo la prigione di Bereza Kartuska. I primi detenuti della prigione furono i dirigenti del Campo Nazional-Radicale dell'opposizione (l'ONR), che furono arrestati tra il 6 e il 7 luglio 1934. Seguirono poi molti nazionalisti ucraini e critici polacchi del partito al governo, come Stepan Bandera e Mykola Lebed.
Il 23 maggio 1938 il leader dell'OUN Jevhen Oleksijovyč Konovalec' fu assassinato in un caffè di Rotterdam dall'agente dell'NKVD Pavel Sudoplatov.

### Seconda guerra mondiale

Bandiera dell'Organizzazione dei Nazionalisti Ucraini e dell'Esercito insurrezionale ucraino durante la seconda guerra mondiale. Il rosso rappresenta il sangue, il nero rappresenta il černozëm dell'Ucraina e sono simbolo dell'ideologia del Blut und Boden. Questa bandiera è comunemente usata dai moderni nazionalisti ucraini di estrema destra.

Con lo scoppio della seconda guerra mondiale tra la Germania nazista e l'Unione Sovietica nel 1941, molti nazionalisti in Ucraina pensavano che avrebbero avuto l'opportunità di creare nuovamente un paese indipendente. Venne creata un'intera divisione di volontari ucraini delle SS, ma molti dei combattenti che originariamente avevano considerato i nazisti come liberatori divennero rapidamente delusi e formarono l'Esercito insurrezionale ucraino (UPA, in ucraino Українська Повстанська Армія?), che condusse una campagna militare contro i tedeschi e successivamente contro le forze sovietiche, nonché contro i civili polacchi. Nel 1943 infatti, l'UPA adottò una politica di massacro ed espulsione della popolazione polacca. Il 30 giugno 1941, l'OUN guidata da Stepan Bandera dichiarò uno Stato ucraino indipendente, che fu immediatamente rovesciato dai nazisti. Bandera fu arrestato e imprigionato dal 1941 al 1944.
Durante la seconda guerra mondiale, l'UPA combatté contro le forze polacche, tedesche e sovietiche, e alla fine della guerra molti dei suoi membri si consideravano l'ala armata dell'OUN nella sua lotta per l'indipendenza ucraina. Si è discusso molto sulla legittimità dell'UPA come gruppo politico. Esso mantiene un ruolo di primo piano nella storia ucraina e nella ricerca della sua indipendenza, tuttavia era considerato un gruppo di ribelli e di terroristi dalla storiografia sovietica.
Lo storico ucraino-canadese Serhy Yekelchyk scrive che durante il 1943 e il 1944 circa 35.000 civili polacchi e un numero imprecisato di civili ucraini nelle regioni di Volinia e Chełm caddero vittime della reciproca pulizia etnica da parte dell'UPA e della resistenza polacca. Niall Ferguson scrive che circa 80.000 polacchi furono allora assassinati dai nazionalisti ucraini. Nel suo libro Europe at War 1939-1945: No Simple Victory, Norman Davies stima il numero di civili polacchi assassinati tra 200.000 e 500.000, mentre Timothy Snyder scrive che i nazionalisti ucraini uccisero "tra i quaranta e i sessantamila civili polacchi in Volinia nel 1943".

## Ucraina moderna

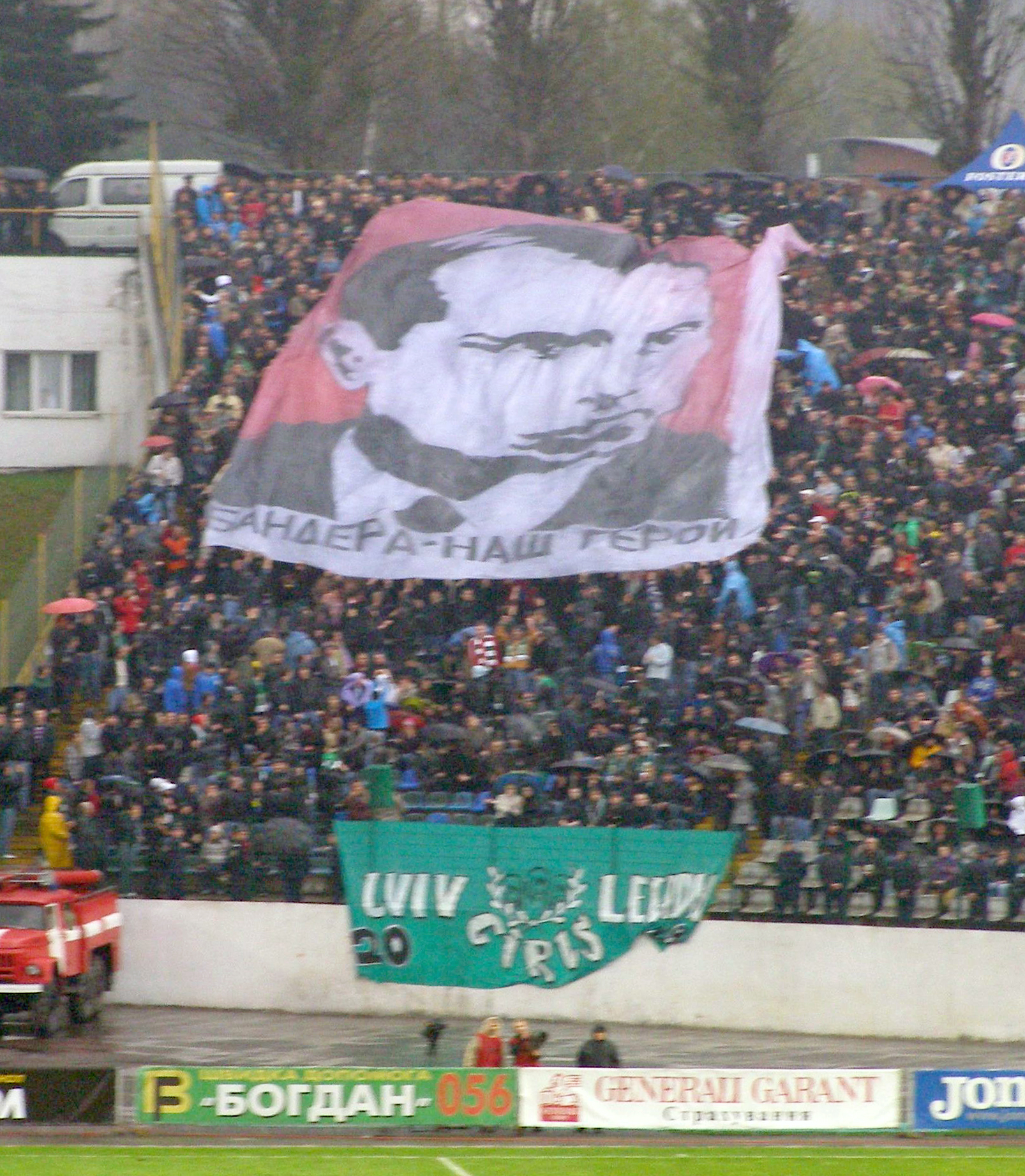
Tifosi del L'viv in una partita del 2010 contro lo Šachtar Donec'k. Nello striscione si legge "Bandera è il nostro eroe".

### 1991-2014
Nel primo decennio del XXI secolo, i partiti liberaldemocratici nazionali, filo-occidentali e europeisti hanno goduto del consenso delle regioni centrali e occidentali del Paese, mentre i partiti filorussi hanno goduto di popolarità in Ucraina orientale e meridionale. Dalle elezioni parlamentari del 1998 fino alle elezioni parlamentari ucraine del 2012 nessun partito nazionalista ha ottenuto seggi nella Verchovna Rada. Nel 2012 i partiti nazionalisti di destra hanno ottenuto meno dell'1% dei voti, mentre nel 1998 il 3,26%.
Nel 2009 il partito nazionalista Svoboda ha riscosso il miglior successo per un partito di estrema destra nella storia del Paese, ottenendo il 34,69% dei voti e 50 seggi su 120 nel consiglio dell'oblast' di Ternopil'. Nelle precedenti elezioni del 2006, il partito aveva ottenuto il 4,2% dei voti e 4 seggi. Svoboda fu fondato nel 1991 propagandando idee di nazionalismo radicale e con presunte caratteristiche neonaziste. Gli studiosi Oleksij Haran e Aleksandr Motyl sostengono che il partito sia radicale piuttosto che fascista e che abbia più somiglianze con movimenti di estrema destra come il movimento Tea Party che con fascisti o neonazisti. Nel 2005 Viktor Juščenko nominò Volodymyr Vjatrovyč capo degli archivi del Servizio di sicurezza dell'Ucraina (SBU). Secondo il professor Per Anders Rudling, ciò non solo ha permesso a Vjatrovyč di sanificare la storia ultranazionalista, ma anche di promuoverne ufficialmente la diffusione insieme all'ideologia dell'OUN(b), che si basa sulla "purezza etnica" unita a sentimenti antirussi, antipolacchi e antisemiti.
Alle elezioni locali ucraine del 2010 Svoboda ha ottenuto un notevole successo nella Galizia orientale, mentre alle elezioni parlamentari del 2012 è stato il quarto partito con il 10,44% dei voti dei voti nazionali, ottenendo 38 seggi su 450.

### 2014-2022
Con la crisi russo-ucraina, i media russi hanno tentato di ritrarre la parte ucraina in conflitto come neonazista. Le principali organizzazioni ucraine coinvolte con un'eredità neobanderista sono Svoboda, Pravyj Sektor e il Battaglione Azov, quest'ultimo guidato da Andrіj Bіlec'kyj e parte della Guardia nazionale dell'Ucraina che combatte i separatisti filo-russi nella guerra del Donbass. Secondo un'indagine del Daily Telegraph, alcuni membri anonimi del battaglione si sono identificati come solidali con il Terzo Reich. Nel giugno 2015 il rappresentante democratico John Conyers e il suo collega repubblicano Ted Yoho hanno proposto degli emendamenti bipartisan per bloccare l'addestramento militare statunitense del battaglione Azov.
Dopo la rivoluzione ucraina del 2014, il nuovo governo ad interim ha nominato quattro membri di Svoboda nell'esecutivo: Oleksandr Syč come vice primo ministro dell'Ucraina, Ihor Tenjuch come ministro della difesa, Ihor Švajka come ministro della politica agraria e dell'alimentazione e Andrij Mochnyk come ministro dell'ecologia e delle risorse naturali. In una scheda informativa del 5 marzo 2014, il Dipartimento di Stato degli Stati Uniti ha affermato che "i gruppi ultranazionalisti di estrema destra, alcuni dei quali sono stati coinvolti in scontri aperti con le forze di sicurezza durante le proteste di Euromaidan, non sono rappresentati nel parlamento ucraino ".
Nel 2014 i candidati di Svoboda hanno vinto sei seggi elettorali alle elezioni parlamentari e hanno ottenuto il 4,71% dei voti di lista delle elezioni nazionali. Alle elezioni presidenziali dello stesso anno, il leader di Svoboda Oleh Tjahnybok ha ricevuto l'1,16% dei voti, mentre il leader del Pravyj Sektor Dmytro Jaroš ha ottenuto lo 0,7% dei voti.
Il gruppo di nazionalisti radicali S14, i cui membri hanno espresso apertamente opinioni neonaziste, ha acquisito notorietà nel 2018 per essere stato coinvolto in violenti attacchi ai campi rom. Il 19 novembre 2018 Svoboda, l'Organizzazione dei Nazionalisti Ucraini, il Congresso dei Nazionalisti Ucraini, Pravdyj Sektor e S14 hanno sostenuto la candidatura di Ruslan Košulyn'skyj alle elezioni presidenziali del 2019, il quale ha ottenuto l'1,6% dei voti.
Durante l'invasione russa dell'Ucraina del 2022 il nazionalismo ucraino ha riscosso grande popolarità. In altri paesi la bandiera ucraina è stata utilizzata per mostrare sostegno alla causa ucraina durante la guerra.

## Partiti politici nazionalisti

### Attuali
- Movimento popolare ucraino
- UNA-UNSO
- Congresso dei Nazionalisti Ucraini
- Svoboda
- Patria
- Partito popolare ucraino
- Partito Repubblicano Ucraino
- Partito Radicale di Oleh Ljaško
- Pravyj Sektor
- Fronte Popolare
- UKROP
- Corpo Nazionale

### Non più attivi
- Partito Radicale Ucraino (1890-1940)
- Partito Rivoluzionario Ucraino (1900-1905)
- Borotbisti (1918-1920)
- Movimento politico panucraino "Indipendenza statale dell'Ucraina" (1990-2003)
- Partito Social-Nazionale dell'Ucraina (1991-2004)
- Organizzazione dei Nazionalisti Ucraini (1929-formalmente mai sciolta)